# تری سول
تری سول (به انگلیسی: Terri Sewell) نمایندهٔ حوزه انتخابیه هفتم آلاباما از حزب دموکرات ایالات متحده آمریکا در مجلس نمایندگان ایالات متحده آمریکا است که برای نخستین‌بار در ۶۶ ژانویه ۲۰۱۱ میلادی به‌عضویت این مجلس درآمد.